# 滋賀県道155号木部野洲線
滋賀県道155号木部野洲線（しがけんどう155ごう きべやすせん）は、滋賀県野洲市を通る一般県道である。

## 概要
野洲市木部から野洲市小篠原に至る。起点部は、他の県道とは接続していない。

### 路線データ
- 起点：野洲市木部
- 終点：野洲市小篠原（小篠原交差点、国道8号交点）
- 総延長：3.6 km

## 路線状況

### 重複区間
- 滋賀県道151号守山中主線（野洲市比江・松林交差点 - 野洲市市三宅・竹生口交差点）

## 地理

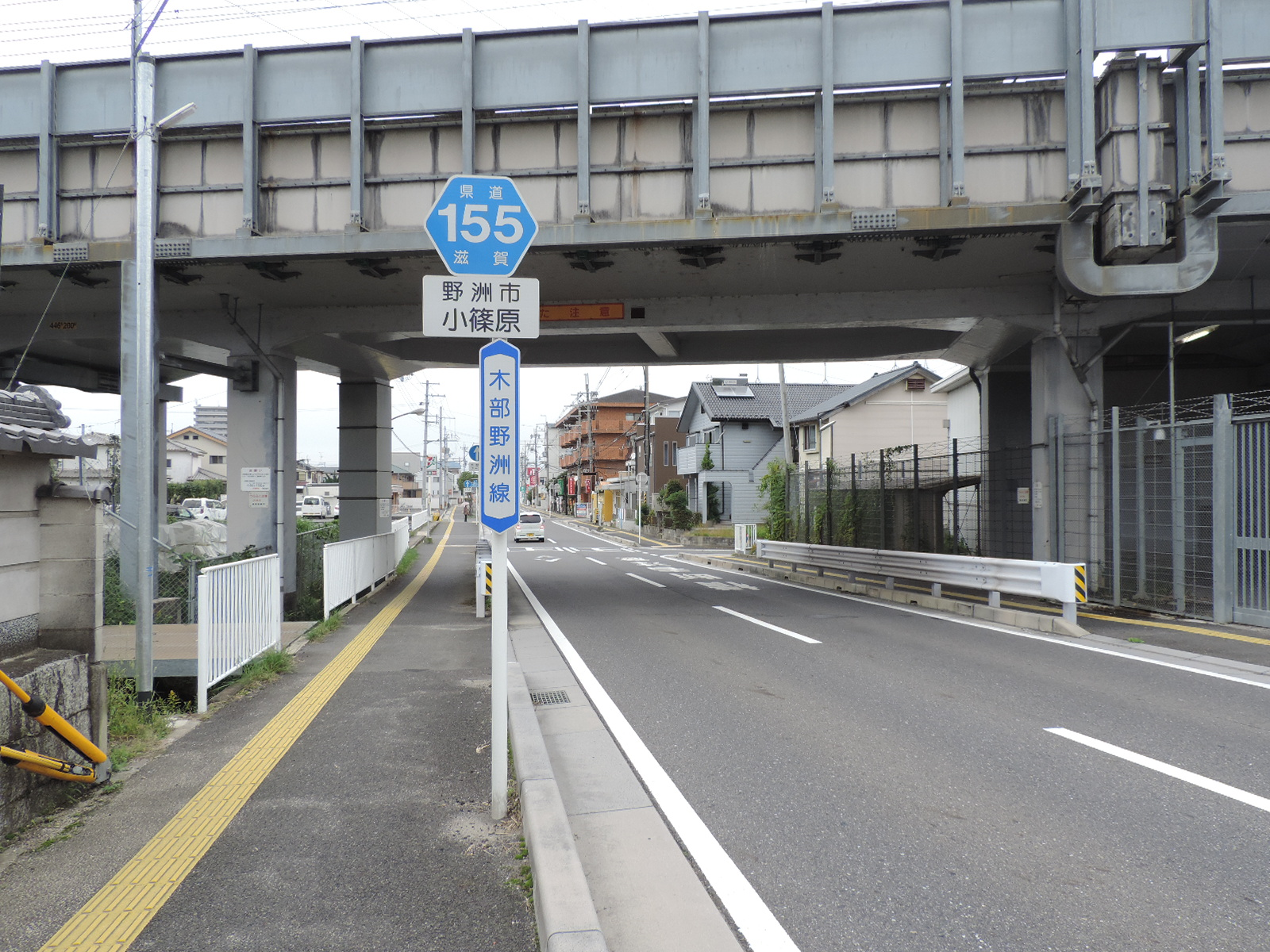
野洲市小篠原（2017年）

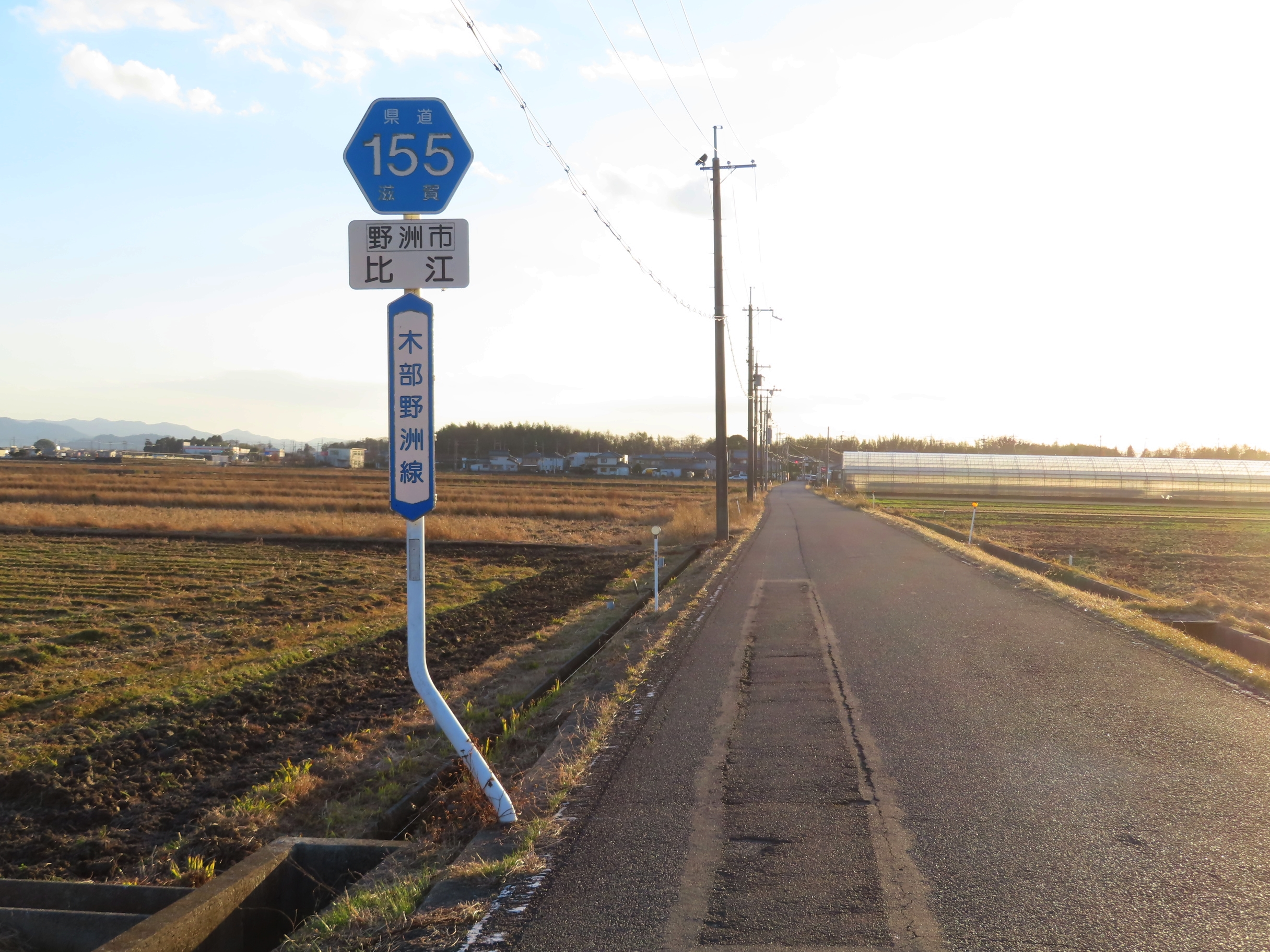
野洲市比江（2025年）

### 通過する自治体
- 野洲市

### 交差する道路
| 交差する道路                         | 交差する場所 | 交差する場所        |
| ------------------------------------ | ------------ | ------------------- |
| 滋賀県道151号守山中主線 重複区間起点 | 比江         | 松林交差点          |
| 滋賀県道151号守山中主線 重複区間終点 | 市三宅       | 竹生口交差点        |
| 滋賀県道2号大津能登川長浜線          | 久野部       | 久野部交差点        |
| 国道8号                              | 小篠原       | 小篠原交差点 / 終点 |

### 交差する鉄道
- 東海道本線
- 東海道新幹線

### 沿線
- 本山錦織寺
- 木部神社
- 法雲院
- 道栄寺
- ナルックス 野洲工場
- 野洲市立北野小学校、北野幼稚園
- 日本IBM 野洲事業所
- 円光寺
- 野洲市立野洲第二保育園
- 野洲市立野洲中学校